# Onda de sierra

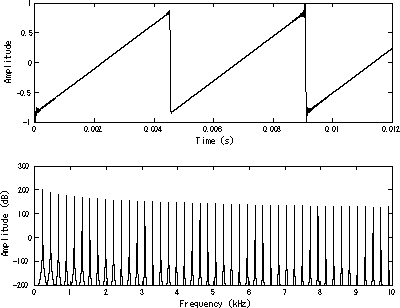
Una onda de sierra de banda limitada, donde se muestra el dominio temporal (arriba) y el dominio de la frecuencia (abajo). La fundamental está a 220 Hz (A_{3}).

Una onda de sierra (también llamada onda diente(s) de sierra) es un tipo de onda periódica no sinusoide. Recibe su nombre porque su forma se asemeja a la de los dientes de una sierra.
La convención de una onda de sierra es que esta se levanta en forma de rampa y después baja rectamente. Sin embargo, también existen ondas de sierra en donde las ondas bajan de forma de rampa y después suben rectamente. Esta última forma usualmente es llamada «onda de sierra inversa». En las señales de audio, ambas direcciones de ondas de sierra suenan de la misma manera.
Las funciones definidas a trozos equivalentes
{\displaystyle x(t)=t-\lfloor t\rfloor }
{\displaystyle x(t)=t{\bmod {1}}}
en base a la función piso, de tiempo t, son ejemplos de una onda diente de sierra con período 1.

## Síntesis aditiva

Animación de la síntesis aditiva de una onda en forma de sierra, con un número cada vez mayor de armónicos.

Se puede construir una onda sierra o diente(s) de sierra usando síntesis aditiva. Por período p y amplitud a, la siguiente serie de Fourier infinita converge a una onda de sierra (ecuación 1) y una onda de sierra inversa (ecuación 2):
{\displaystyle x_{\text{sawtooth}}(t)=-{\frac {2a}{\pi }}\sum _{k=1}^{\infty }{(-1)}^{k}{\frac {\sin(2\pi kft)}{k}}}
{\displaystyle x_{\text{reverse sawtooth}}(t)={\frac {2a}{\pi }}\sum _{k=1}^{\infty }{(-1)}^{k}{\frac {\sin(2\pi kft)}{k}}}
Donde {\displaystyle f={\frac {1}{p}}}

## Véase también

Formas de onda sinusoide, cuadrada, triangular y dientes de sierra.